# 橡堀村
橡堀村（とちぼりむら）は、かつて新潟県古志郡にあった村。

## 沿革
- 1889年（明治22年）4月1日 - 町村制施行に伴い古志橡堀村が村制施行し、橡堀村が発足。
- 1901年（明治34年）11月1日 - 古志郡前東谷村と合併し、東谷村となり消滅。